# Cazzi Opeia
Moa Anna Maria Carlebecker, plus connue sous son nom de scène Cazzi Opeia, née le 10 novembre 1988 dans le comté de Jönköping en Suède, est une auteure-compositrice-interprète et DJ suédoise.

## Biographie
Cazzi Opeia est née le 10 novembre 1988 dans le comté de Jönköping, dans le sud de la Suède, et a grandi en voyageant à travers l'Europe et aux États-Unis avec sa famille. Elle est la cousine de la présentatrice Gry Forssell et la nièce de l'acteur Johannes Brost.
Son pseudonyme Cazzi Opeia est inspiré de la constellation Cassiopée.

### Carrière
En 2009, Cazzi a participé à la sixième saison de l'émission Idol, équivalent suédois de la Nouvelle Star. Elle y atteint les demi-finales où elle est battue par Mariette et Erika Selin.
Durant sa carrière, elle participe à l'écriture et à la composition de nombreuses chansons de K-pop, notamment du groupe BTS, Twice, TXT, Red Velvet et Enhypen.

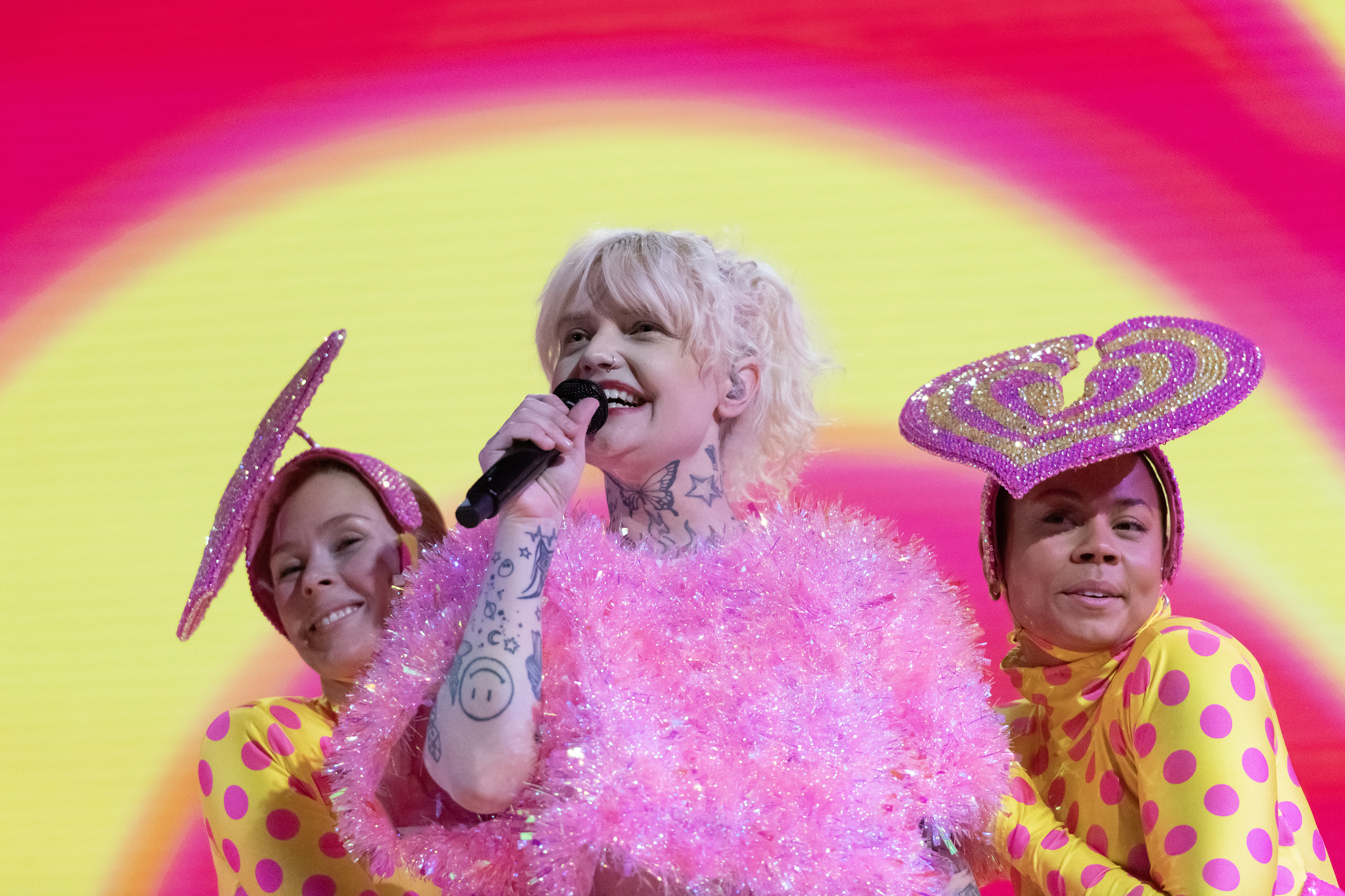
Cazzi Opeia performant Give My Heart A Break lors du Melodifestivalen 2024.

En 2022, Cazzi Opeia partcicipe au Melodifestivalen avec la chanson I Can't Get Enough. Elle a prend part à la 3e demi-finale, le 19 février 2022, se qualifiant pour la manche de la seconde chance, d'où elle se qualifie finalement pour la finale du 12 mars 2022. Elle y termine 9e avec 55 points.
Le 9 mai 2022, elle remporte l'American Song Contest en tant que co-auteure-compositrice de la chanson Wonderland d'AleXa.
En 2023, elle co-écrit la chanson Tattoo de Loreen, qui remporte le Melodifestivalen 2023, puis le Concours Eurovision de la chanson 2023 à Liverpool.
Cazzi Opeia participe une nouvelle fois au Melodifestivalen en 2024 avec la chanson Give My Heart a Break. Pour le concours, elle co-écrit également la chanson Effortless, de Jacqline. Elle participe à la 3e demi-finale, le 17 février 2024, durant laquelle elle décroche son ticket pour la finale. Elle termine à la 4e place de la finale le 9 mars 2024, avec un total de 87 points.

## Discographie

### Singles
| Titre                 | Année | Meilleure position dans les classements | Album |
| Titre                 | Année | SUE                                     | Album |
| --------------------- | ----- | --------------------------------------- | ----- |
| I Can't Get Enough    | 2022  | 5                                       | /     |
| Give My Heart A Break | 2024  | 7                                       | /     |